# Sjolban Kara-ool

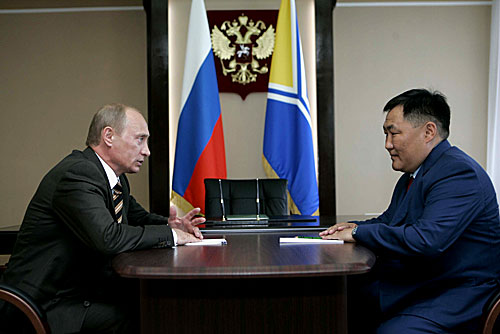
Sjolban Kara-ool (rechts) met Poetin

Sjolban Valerjevitsj Kara-ool (Russisch: Шолбан Валерьевич Кара-оол) (Tsjodoeraa, 18 juli 1966) is een Russische politicus van Toevaanse afkomst. Hij is sinds 6 april 2007 de president van de Russische autonome republiek Toeva. Hij is de Toevaanse leider van de partij Verenigd Rusland.

## Leven
Kara-ool werd geboren in het dorpje Tsjodoeraa in de kozjuun Oeloeg-Chemski van de Toevaanse ASSR (Russische SFSR, Sovjet-Unie). In 1983 begon hij te studeren aan de faculteit voor Filosofie van de Staatsuniversiteit van de Oeral (OeGOe). Van 1986 tot 1988 vervulde hij zijn dienstplicht, waarna hij van 1989 tot 190 als stagedocent werkte aan Staatsuniversiteit van het Verre Oosten. In 1990 studeerde hij af en begon aan zijn post-doctoraal aan de OeGOe, die hij in 1993 afrondde. Vervolgens was hij tot 1996 algemeen directeur van de besloten aandelenvennootschap (AOZT) Kardo en van 1996 tot 1998 vicevoorzitter van het fonds voor hulp aan de families van de gedoden, invaliden en veteranen in Afghanistan (zie Afghaanse Oorlog).
In 1998 werd hij gekozen tot vicevoorzitter van de Grote Hural van Toeva (Toevaanse parlement) en vervolgens tot voorzitter hiervan. In 2002 nam hij het op tegen zittend president Sjerig-ool Oorzjak in de presidentsverkiezingen en wist 22% van de stemmen te halen. In oktober 2006 werd fraude geconstateerd bij de verkiezingen voor de Grote Hural, waarop de afgevaardigden van de Russische Partij van Leven de Hural boycotten en vijf leden zelfs in hongerstaking gingen. President Sjerig-ool Oorzjak werd daarop niet meer door een meerderheid gesteund.
Kara-ool werd gezien als een compromisfiguur voor zowel de grote partijen Verenigd Rusland en Rechtvaardig Rusland, als voor de Russische Partij van Leven. Toen Oorzjak voor een 4e herverkiezing in aanmerking wilde komen, werd al gevreesd dat zijn aanstelling door president Vladimir Poetin (die sinds 2004 de regionale leiders persoonlijk benoemd) waarschijnlijk niet zou worden geaccepteerd door een meerderheid van de Hural. Poetin nomineerde daarop Kara-ool op 3 april 2007. Drie dagen later werd hij aangesteld tot president.